# William R. Cosentini
William Randolph Cosentini (Brooklyn, 12 de junho de 1911 – Nova Iorque, 28 de janeiro de 1954) foi um engenheiro mecânico e empresário estadunidense que fundou a Cosentini Associates.

## Biografia
William Cosentini nasceu em 1911 de pais imigrantes italianos, Eugenio e Vincenza Cosentini. William foi o segundo filho nascido. Tinha um irmão mais velho, John (nascido em 1909) e uma irmã mais nova, Mary (nascida em 1913).
Estudou na Universidade de Nova York, onde obteve um mestrado em engenharia mecânica. Em 1944 casou com Rose Destefano, e tiveram dois filhos. Rose faleceu em 1947 aos 36 anos de idade.
Em 1951 fundou a WR Cosentini & Associates, e a empresa mais tarde ficou conhecida como Cosentini Associates. Nos primeiros dias da empresa trabalhou em vários projetos notáveis, incluindo a instalação do sistema de aquecimento e ar condicionado no Chrysler Building.
William Cosentini faleceu no dia 28 de janeiro de 1954 aos 42 anos de idade. Desde o estabelecimento da Cosentini Associates a empresa tem crescido, possuindo escritórios em várias cidades ao redor do mundo, incluindo Xangai, Moscovo e  Paris.